# Johannes Lindbeck
Johannes Lindbeck, född 30 augusti 1873 i Härnösand, död 12 september 1929 i Göteborg, var en svensk mariningenjör.
Lindbeck blev ingenjör vid Mariningenjörsstaten 1901, 1914 marindirektör av 2:a och 1918 av 1:a graden vid Mariningenjörskåren, samt 1921 marinöverdirektör och chef för kåren. Lindbeck genomgick 1896–1898 École d'application du génie maritime i Paris, praktiserade några år i USA, tjänstgjorde 1906–1910 som kontrollant vid byggandet av jagare och torpedbåtar och utarbetade under sin chefstid planerna till jagarna av Ehrensköldklass, flygplanskryssaren Gotland och andra fartyg. Han invaldes som ledamot av Krigsvetenskapsakademien 1922. Lindbeck avled under ett tillfälligt besök i Göteborg och jordfästes i Skeppsholmskyrkan i Stockholm.
Han gifte sig 1901 med Eva Tamm (1880–1968). Makarna är gravsatta på Karlstorps kyrkogård.